# The Return of Chandu
The Return of Chandu é um seriado estadunidense de 1934, gênero aventura, dirigido por Ray Taylor, em 12 capítulos, apresentando Béla Lugosi personificando Chandu o Mágico. O seriado foi produzido pela Sol Lesser Productions (como Principal Pictures Corporation) e distribuído pela Principal Distributing Corp., e veiculou nos cinemas estadunidenses a partir de 1 de outubro de 1934. Foi baseado na série de Rádio Chandu the Magician.
Em 1935, o seriado foi editado em forma de filme, passando de 208 minutos para dois filmes de 65 minutos cada, que foram relançados como The Return of Chandu (capítulos 1 a 4) e Chandu on the Magic Island (capítulos 5 a 12).
A série de rádio “Chandu the Magician” teve um longo período de duração, e foi ao ar nos anos 1930 e posteriormente nos anos 1940 e 1950. A série foi criada por Harry A. Earnshaw (1878–1953) e Raymond R. Morgan.
The Return of Chandu e Tarzan the Fearless, em 1933, foram os dois únicos seriados produzidos pela Sol Lesser Productions, cujas outras produções foram filmes longos e curta-metragens, entre 1913 e 1958.

## Sinopse
Béla Lugosi, em um raro papel simpático, interpreta Frank Chandler, um homem poderoso, mas gentil, que passou a maior parte de sua vida no Oriente, onde ele é conhecido sob o nome de "Chandu o Mágico", pela sua habilidade em magia branca. Ele tem amor pela princesa Nadji do Egito, que foi para a América e agora está com a família Chandler em sua casa em Beverly Hills, Califórnia. A Princesa Nadji acredita ter deixado seus problemas para trás no Egito, mas quando Chandler faz uma festa em sua homenagem, ela descobre que sua vida ainda está em perigo, assim como a de seus amigos. Chandu, que está no Egito, é perseguido por inimigos no aeroporto e só escapa usando seu anel mágico. Na festa, alguns convidados obscuros conspiram para envenenar a princesa Nadji, e Chandu chega na hora de arrebatar a taça de vinho mortal de sua mão. Chandu explica à princesa o que aconteceu, e porque ela está em perigo.
Um culto de magia negra acontece, a Seita de Ubasti, que recentemente recuperou o corpo perfeitamente preservado de sua última Alta Sacerdotisa, Ossana. Conta a lenda que Ossana um dia será ressuscitada e governará o continente perdido da Lemúria; no entanto, a fim de ressuscitá-la, o Ubasti deve fazer um sacrifício humano, e o sacrifício deve ser uma princesa egípcia de sangue real. Princesa Nadji é a única vida princesa egípcia, e o culto está determinado a capturá-la e sacrificá-la a seu deus.
Os doze capítulos de The Return of Chandu acompanham Chandu e sua família (sua irmã, seu sobrinho e sua sobrinha) em várias aventuras enquanto eles lutam, por meios mágicos e não mágicos, tentando resgatar e proteger a princesa Nadji da seita de Ubasti. Sua viagem os  finalmente para a terra de Lemúria, onde Cahndu deve decidir se ele pode renunciar ao seu amor pela princesa, a fim de salvar sua vida.

## Elenco
- Béla Lugosi … Frank Chandler/ Chandu o Mágico
- Maria Alba … Princesa Nadji
- Clara Kimball Young … Dorothy Regent
- Lucien Prival … Vindhyan [Caps. 1-4]
- Dean Benton … Bob Regent
- Phyllis Ludwig … Betty Regent
- Cyril Armbrister … Sutra [Caps.1-4]
- Murdock MacQuarrie … A "Voz" de Ubasti [Caps. 4-12]
- Wilfred Lucas … Capt. Wilson [Caps. 4-12]
- Josef Swickard … Tyba, o Mágico Branco [Caps. 8-12]
- Jack J. Clark … Vitras, Alto-Sacerdote de Ubasti [Caps. 4-12]
- Harold Miller ... Participante da festa [Cap 1, não-creditado][6]

## Capítulos
1. The Chosen Victim
2. The House in the Hills
3. On the High Seas
4. The Evil Eye
5. The Invisible Circle
6. Chandu's False Step
7. Mysterious Magic
8. The Edge of the Pit
9. The Terror Invisible
10. The Crushing Rock
11. The Uplifted Knife
12. The Knife Descends

## Chandu

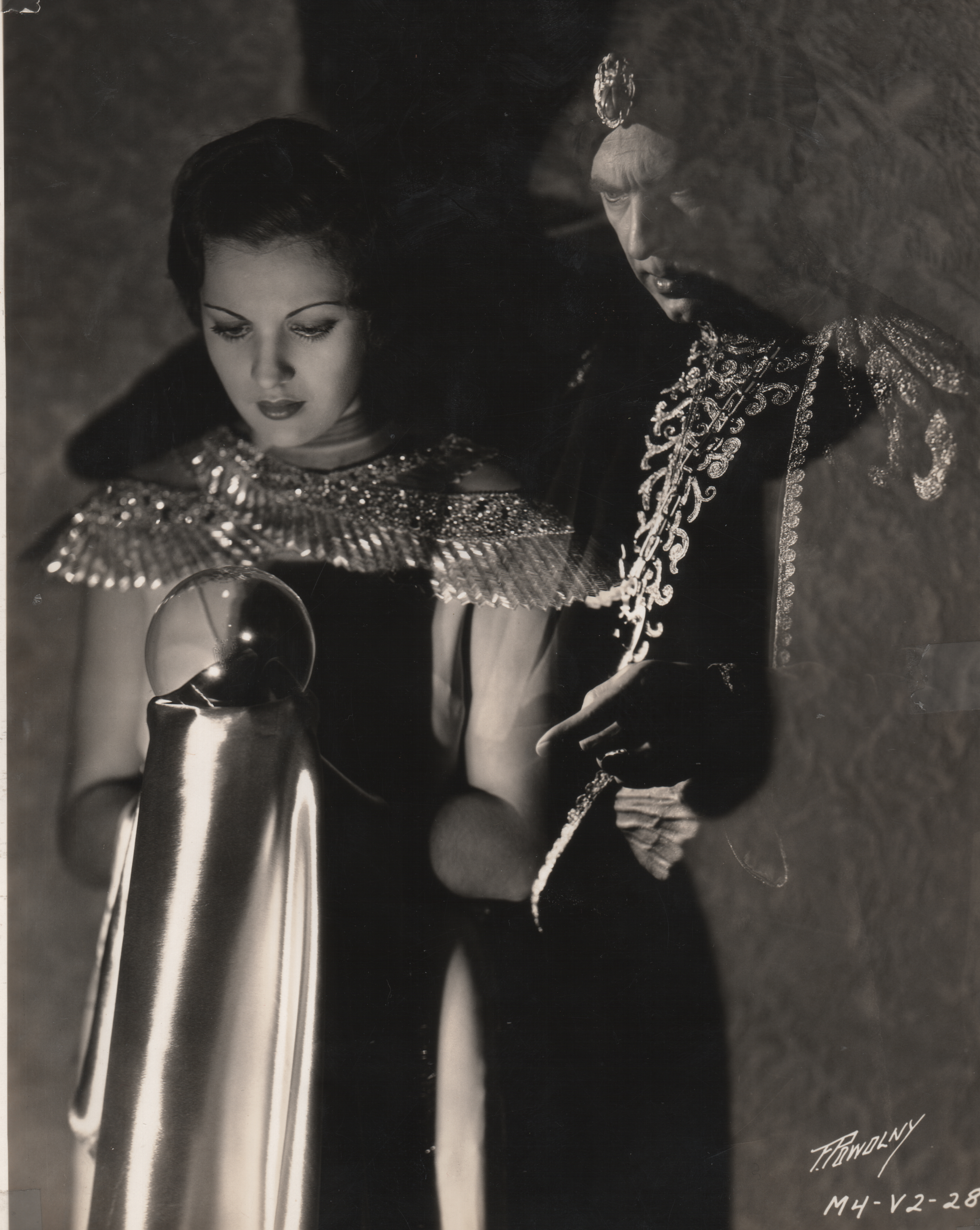
Bela Lugosi e Irene Ware no filme anterior, Chandu the Magician, em que Lugosi interpretava não o Chandu, mas o vilão, Roxor.

Em 1932, no filme “Chandu the Magician”, Lugosi fizera o papel do megalomaníaco Roxor, e o papel de Chandu fora interpretado por Edmund Lowe. Neste seriado, porém, Lugosi faz o papel principal, e surpreendemente heróico, de Chandu.